# Cyclopogon itatiaiensis
Cyclopogon itatiaiensis là một loài thực vật có hoa trong họ Lan. Loài này được (Kraenzl.) Hoehne mô tả khoa học đầu tiên năm 1945.